# 雅房
雅房是出租房屋的一種，也大多提供給單身人士居住，但不同於套房，套房為擁有獨立的衛浴設備（少數有簡易廚房可供烹飪食物，甚至有衣帽間、小客廳、會議廳、書房等），雅房則需要與他人共享衛浴設備及廚房。一般情況下，雅房的租金會低於設備較齊全的套房。
部份雅房是一般公寓住宅改裝而成，所以有共用的廚房、客廳，客廳會設有家具，如桌子、椅子或沙發等。